# Pseudohomonyx javanus
Pseudohomonyx javanus är en skalbaggsart som beskrevs av Hermann Burmeister 1847. Pseudohomonyx javanus ingår i släktet Pseudohomonyx och familjen Dynastidae. Utöver nominatformen finns också underarten P. j. sumatrensis.